# Olympische Winterspiele 2006/Teilnehmer (Kirgisistan)
| Gelbes Symbol für Goldmedaillen mit stilisierten Olympischen Ringen | Graues Symbol für Silbermedaillen mit stilisierten Olympischen Ringen | Braundes Symbol für Bronzemedaillen mit stilisierten Olympischen Ringen |
| ------------------------------------------------------------------- | --------------------------------------------------------------------- | ----------------------------------------------------------------------- |
| —                                                                   | —                                                                     | —                                                                       |

Kirgisistan nahm an den Olympischen Winterspielen 2006 im italienischen Turin mit einem einzigen Athleten teil.

## Teilnehmer nach Sportarten

### Ski Alpin
- Iwan Borissow
  - Riesenslalom: 41. Platz
  - Slalom: disqualifiziert